# 杰瓦特·乔班利
杰瓦特·乔班利（土耳其語：Cevat Çobanlı，1870年9月14日—1938年3月13日），是奥斯曼帝国时期的陆军将领、政治家，他因在1915年加里波利之战中重创协约国军队而著称。杰瓦特在1918年至1919年期间短暂担任陆军大臣，并多次主持战争委员会。其后他同凯末尔等人参加了土耳其独立战争，共和国建立后曾代表政府出席摩苏尔的国际谈判，他于1934年退休定居在卡德柯伊。